# Loong Air

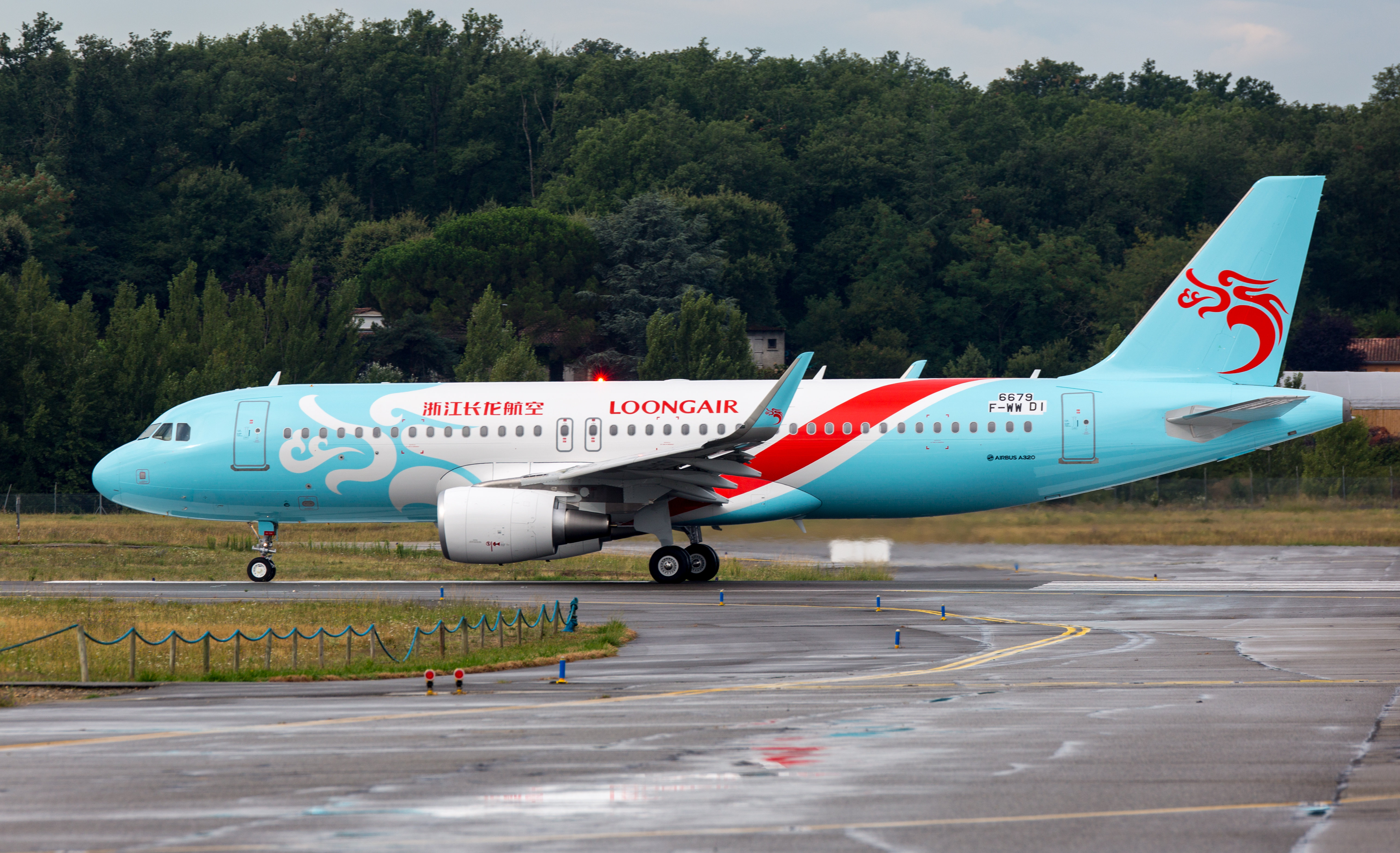
Airbus A320 авіакомпанії Loong Air в Тулузі

Zhejiang Loong Airlines Co. Ltd, що діє як Loong Air (кит.: 长龙航空长龙航空), — китайська авіакомпанія зі штаб-квартирою в місті Ханчжоу (провінція Чжецзян, КНР), що працює у сфері пасажирських і вантажних авіаперевезень.
Портом приписки перевізника і його головним транзитним вузлом (хабом) є міжнародний аеропорт Ханчжоу Сяошань.

## Історія та загальні відомості
Компанія CDI Cargo Airlines була заснована в 2012 році, вийшовши на ринок вантажних авіаперевезень з єдиним літаком Boeing 737-300F.
29 грудня 2013 року, після отримання дозволу Адміністрації цивільної авіації Китаю, авіакомпанія змінила офіційну назву і запустила пасажирські перевезення на внутрішніх маршрутах.

## Флот
У липні 2015 року повітряний флот авіакомпанії Loong Air складали наступні літаки середнім віком 0,8 року:

## Маршрутна мережа
У червні 2015 року маршрутна мережа авіакомпанії Loong Air охоплювала наступні пункти призначення:
| Країна    | Провінція                          | Місто     | Аеропорт                                | Примітки                    | Посилання            |
| --------- | ---------------------------------- | --------- | --------------------------------------- | --------------------------- | -------------------- |
| Бангладеш | -                                  | Дакка     | міжнародний аеропорт імені Шаха Джалала | вантажні чартери            | [ 10 ] [ 11 ]        |
| КНР       | Пекін                              | Пекін     | міжнародний аеропорт Шоуду              | Пасажирські і вантажні      | [ 12 ]               |
| КНР       | Гуйчжоу                            | Біцзе     | аеропорт Біцзе                          | [ 13 ]                      |                      |
| КНР       | Сичуань                            | Ченду     | міжнародний аеропорт Ченду Шуанлю       | з посадками в Лояні/Сян'яні | [ 14 ] [ 15 ] [ 16 ] |
| КНР       | Чунцін                             | Чунцін    | міжнародний аеропорт Чунцін Цзянбей     | [ 17 ]                      |                      |
| КНР       | Внутрішня Монголія                 | Чіфен     | аеропорт Чіфен Юлун                     |                             |                      |
| КНР       | Ляонін                             | Далянь    | міжнародний аеропорт Далянь Чжоушуйцзи  | Пасажирські і вантажні      |                      |
| КНР       | Гуандун                            | Гуанчжоу  | міжнародний аеропорт Гуанчжоу Байюнь    | Пасажирські і вантажні      |                      |
| КНР       | Гуйчжоу                            | Гуйян     | міжнародний аеропорт Гуйян Лундунбао    | з посадкою в Ваньчжоу       | [ 18 ]               |
| КНР       | Хайнань                            | Хайкоу    | міжнародний аеропорт Хайкоу Мейлань     | з посадкою в Наньніні       |                      |
| КНР       | Чжецзян                            | Ханчжоу   | міжнародний аеропорт Ханчжоу Сяошань    | хаб                         |                      |
| КНР       | Хейлунцзян                         | Харбін    | міжнародний аеропорт Харбін Тайпін      | з посадкою в Чіфене/Тунляо  |                      |
| КНР       | Юньнань                            | Куньмін   | міжнародний аеропорт Куньмін Чаншуй     | Пасажирські і вантажні      |                      |
| КНР       | Юньнань                            | Ліцзян    | аеропорт Ліцзян Саньї                   | з посадкою в Біцзе          |                      |
| КНР       | Шаньдун                            | Ліньї     | аеропорт Ліньї Шубулін                  |                             |                      |
| КНР       | Хенань                             | Лоян      | аеропорт Лоян Бейцзяо                   | [ 19 ] [ 20 ]               |                      |
| КНР       | Гуансі-Чжуанський автономний район | Наньнін   | міжнародний аеропорт Наньнін Усюй       |                             |                      |
| КНР       | Цзянсу                             | Наньтун   | аеропорт Наньтун Сіндун                 | Вантажні                    |                      |
| КНР       | Гуандун                            | Шеньчжень | міжнародний аеропорт Шеньчжень Баоань   | Пасажирські і вантажні      |                      |
| КНР       | Внутрішня Монголія                 | Тунляо    | аеропорт Тунляо                         |                             |                      |
| КНР       | Чунцін                             | Ваньчжоу  | аеропорт Ваньчжоу Уцяо                  |                             |                      |
| КНР       | Шеньсі                             | Сіань     | міжнародний аеропорт Сіань Сяньян       | [ 21 ]                      |                      |
| КНР       | Хубей                              | Сян'ян    | аеропорт Сян'ян Люцзі                   |                             |                      |
| КНР       | Нінся-Хуейський автономний район   | Іньчуань  | міжнародний аеропорт Іньчуань Хедун     | з посадкою в Лояні          |                      |
| КНР       | Хенань                             | Чженчжоу  | міжнародний аеропорт Чженчжоу Сіньчжен  |                             |                      |